# 허리케인 길버트
허리케인 길버트(Hurricane Gilbert)는 1988년 9월, 카리브해 인접 도서국과 멕시코와 미국을 강타한 엄청난 크기의 초대형 허리케인으로 북대서양에서 발생한 허리케인 중 2번째로 강했다.

## 허리케인의 진행

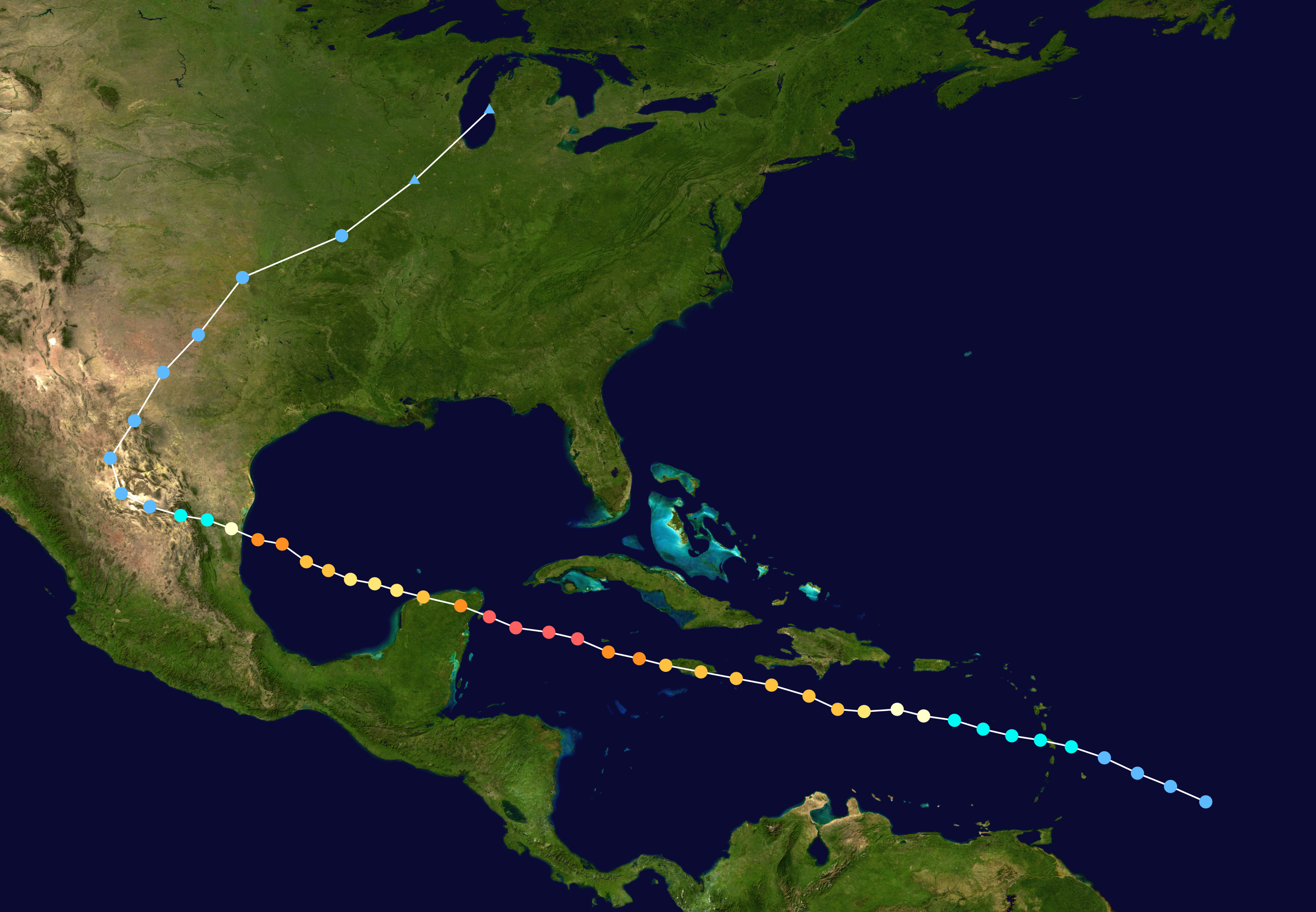
허리케인 길버트의 이동 경로

1988년 9월 3일, 아프리카 대륙 서쪽 해안에 열대성 기압대가 배치된 이후 이 저기압대는 느린 속도로 발달하기 시작하여 9월 8일에는 잘 발달된 하나의 조직이 되었다. 9월 9일에는 바베이도스 동쪽 약 640km(400mi) 북근 해상에서 1988년의 열대 저기압 제12호로 지정되었다. 이날 오후에 빠르게 강해지면서 열대 폭풍까지 세력이 도달해 소안틸레스 제도를 통과할 때 이름, '길버트(Gilbert)'가 부여되었고 이는 1988년에 북대서양에서 발생한 허리케인 중 7번째로 이름이 명명된 허리케인이 되었다.
허리케인 길버트의 진로 앞에 아무것도 방해할 요인이 없었으므로 9월 10일에 허리케인이 되었고 마침내 9월 11일에 메이저(세력이 강한) 허리케인이 되었다. 길버트는 북쪽에 위치한 강한 고기압대의 가장자리를 따라 서북서쪽으로 계속해서 이동하였다. 길버트는 마침내 자메이카에 첫 번째로 상륙하였고 9월 12일에 풍속 205km/h(125mph), 중심기압 960hPa의 세력으로 자메이카를 동서로 완전히 관통했고 이는 길버트가 사피어-심슨 허리케인 등급 제3등급에 달하는 세력으로 상륙해 섬을 통과한 것으로 분석된다.
허리케인 길버트는 자메이카를 빠져나온 뒤에 다시 급격하게 강해졌으며 케이맨 제도의 가장 큰 섬인 그랜드 케이맨(Grand Cayman)섬의 기상관측소에서는 9월 13일, 길버트가 섬 남동쪽에 위치해있을 때 252km/h(156mph)에 달하는 돌풍이 관측되기도 하였다. 길버트는 중심기압이 888hPa에 도달하기까지 쉬지 않고 계속 강해졌고 마침내 최성기를 맞이하였을 때는 강풍반경 내에서 295km/h(185mph)의 바람이 불었다. 이 수치는 24시간만에 72hPa가 떨어진 것으로 기록되었고 이는 당시 전에 일어났던 모든 북대서양 허리케인을 통틀어서 가장 강한 허리케인이었다. 그러나 이 기록은 2005년에 허리케인 윌마가 6hPa 낮은 882hPa를 기록하면서 깨지게 되었다.
허리케인 길버트는 9월 14일에 사피어-심슨 허리케인 등급 제 5등급의 세력으로 코주밀 섬에 두 번째로, 그리고 멕시코 유카탄반도에 세 번째로 상륙했다. 제5등급의 세력으로 상륙한 허리케인은 1979년의 허리케인 데이비드가 히스파니올라섬에 상륙한 이후 처음 일어났던 일이었다. 또한 상륙할 당시 코주밀 섬의 중심기압은 900hPa으로 예상되었다. 자연히 내륙으로 들어오면서 허리케인은 빠르게 약해졌고 다시 멕시코만에 제2등급의 세력으로 진출하기 전까지 계속 약화되었다. 그러나 다시 바다로 나온 길버트는 매우 빠르게 강해졌으나 9월 16일 멕시코 타마울리파스주에 네 번째로 상륙하면서 길버트가 강해질 수 있는 요건을 완전히 제거해 버린 상태가 되어버렸다.
허리케인 길버트는 9월 17일에 누에보레온주의 주도인 몬테레이를 통과하고 급격하게 방향을 틀어 북쪽으로 향해갔다. 길버트는 오클라호마주로 이동하기 전까지 9월 18일 텍사스주에 29개의 토네이도를 발생시켰고 이내 9월 19일에 미주리주에서 저기압대에 흡수되면서 소멸되었다.

## 피해

### 베네수엘라
허리케인 길버트의 진로 남쪽에 위치해있던 남아메리카 북부의 베네수엘라 북부에서는 홍수로 5명이 사망했다.

### 자메이카

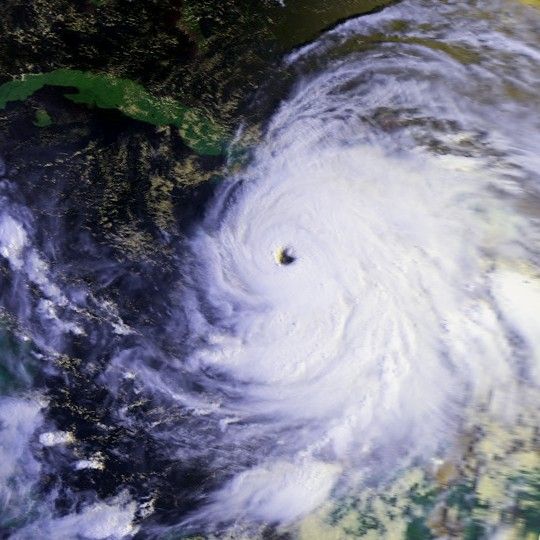
허리케인 길버트 (9월 12일)

허리케인 길버트는 자메이카의 해안에 5.8m에 달하는 파도를 만들어 덮치게했고 산악지대에 700mm가 넘는 폭우를 내리게 했다. 총 45명이 사망했다. 길버트는 1951년의 허리케인 찰리 이후 가장 강한 허리케인으로 기록되었다. 총 재산피해는 40억달러(1988년 기준)로 집계되었고 길버트는 농작물, 건물, 집과 도로를 파괴했다. 허리케인 길버트는 자메이카에 영향을 준 허리케인 중에서 극심하게 치명적이었던 허리케인으로 악명높다. 자메이카에서는 49명이 숨졌다.

### 케이맨 제도
허리케인 길버트는 케이맨 제도 남쪽 약 48km(30mi) 부근 해상을 지나면서 9월 13일, 섬에 253km/h(157mph)의 바람이 불게 하였다. 그러나 섬의 도민(島民)들은 미리 허리케인 아이크이 오기 전에 대피해두어서 섬이 5m의 파도를 받아 침수되어 많은 희생자가 생기는 것을 막았다. 그럼에도 불구하고 농작물과 나무, 목장과 집들이 심하게 파괴되었다.

### 아이티
허리케인 길버트는 아이티에도 영향을 미쳐 아이티에서는 54명의 인명피해가, 9,120만달러의 재산피해가 발생했다.

### 멕시코
허리케인 길버트의 총 사망자 433명 중에 240명은 멕시코에서 나왔을 만큼 멕시코에서는 피해가 극심하였다. 3만5천명의 이재민이 생겼고 길버트가 유카탄반도를 덮쳤을 때, 83척의 배들이 가라앉았고 6만채의 집이 파괴, 총 재산피해액은 10억에서 20억달러(1989년 기준)으로 추산되었다. 캉쿤 지방에서는 8천7백만달러(1989년 기준)의 피해액이 집계되었고 허리케인의 피해로 인해 도시의 관광산업에 치명적인 타격을 주었다. 유카탄반도에 위치한 프로그레소라는 도시에서는 350mm가 넘는 비가 쏟아졌기도 하였다. 멕시코 북동부에서는 몬테레이 주변에 폭우가 내려 지역이 물에 잠겼다. 100명 이상의 사람들이 숨졌고 대피자를 나르던 5대의 버스가 뒤집혔다. 타마울리파스주 내륙에서는 250mm가 넘는 강수량을 기록하였다.

### 미국
텍사스주에서는 허리케인 길버트가 직접영향을 끼칠 것이라고 예측되어 엄청난 피해를 낳을 것이라고 예상했으나 소규모의 피해만 입었다. 강한 허리케인 수준의 바람이 몇몇 지역에서 불었으나 주(州)의 주요피해는 해안가가 침식된 일이었다. 오클라호마주에서는 미국 전지역에서 길버트에 의한 강수량 중 가장 많은 양의 비가 관측되었는데, 그 양으로는 218mm가 넘었다. 또한 텍사스 주와 오클라호마 주의 고립된 지역에서는 180mm가 넘는 비가 관측되었다. 그러나 허리케인 길버트가 소멸된 이후 비구름이 북부에 위치한 미시간주에서는 76mm만이 기록되었다. 미국에서는 3명의 사망자가 발생했다.

### 기타
온두라스에서는 12명의 사망자가, 과테말라에서는 16명이, 코스타리카에서는 2명의 사망자가 나왔고, 도미니카 공화국에서는 5명이 숨졌다. 또 니카라과에서도 2명이, 세인트루시아에서는 45명의 사망자가 발생했다.

## 제명
허리케인 길버트는 위와 같은 극심한 피해를 주어 길버트라는 이름은 1989년 봄에 영구제명하기로 결정되었다. 후에 대체이름으로 고던(Gordon)이 선택되면서 1994년부터 사용되기 시작했다. 한편, 1994년의 허리케인 고던도 기이한 이상진로 현상을 보여주어 많은 피해를 남겼다.